# Scotty 2 Hotty
Scott Garland, meglio conosciuto con il ring name Scotty 2 Hotty (Westbrook, 2 luglio 1973), è un wrestler statunitense.
In WWF/E ha detenuto una volta il Light Heavyweight Championship, una volta il WWF Tag Team Championship (con Rikishi) e una volta il World Tag Team Championship (con Brian Christopher).
Tra il 2016 e il 2022 ha svolto il ruolo di allenatore al WWE Performance Center.

## Carriera

### World Wrestling Federation/Entertainment (1993–2007)
Scott Garland esordì nel 1993 nella World Wrestling Federation con il nome Scott Taylor e iniziò ad avere alcuni importanti successi. Nel 1998 combatté al fianco di "Too Sexy" Grand Master Sexay nel tag team Too Much. Garland iniziò a far notare la sua abilità nel ring e soprattutto la sua velocità tanto che iniziò a farsi chiamare Scott "Too Hot" Taylor. Il team ottenne piccoli successi. Nel tardo 1999 cambiò il nome nell'attuale Scotty 2 Hotty e rinominò il tag-team Too Cool al quale si aggiunse presto il wrestler Rikishi. Il trio combatté a lungo contro i neoarrivati Radicalz e ottenne il primo WWF World Tag Team Championship. Il gruppo però si sciolse presto a causa di vari problemi interni e del serio infortunio di Scotty che gli permise di tornare sul ring solo nel 2001 quando creò un nuovo tag-team con Albert. Nel maggio 2002 subì un infortunio al collo e poté tornare sul ring solo 17 mesi più tardi nuovamente in coppia con Rikishi. Il team vinse il WWE Tag Team Championship a SmackDown!. Rikishi fu però presto licenziato e allora Scotty iniziò una carriera singola che gli portò piccole soddisfazioni. Scotty 2 Hotty cominciò una faida con William Regal. Il 27 agosto 2005 si ebbe un match tra i due. Finita la faida Scotty tornò a combattere a Velocity combattendo in coppia con Funaki fino al 2006 quando poté combattere per il WWE Cruiserweight Championship ma perse iniziando così una faida con Gregory Helms prima di tornare a Velocity nel tag-team con Funaki. Verso la fine del mese di gennaio 2007 Scotty fu spostato nel roster di Raw; debuttò ad Heat il 2 febbraio ed apparve nello show anche nelle due settimane successive. Il booking team lo ha tuttavia mandato di nuovo a SmackDown!: al suo ritorno, il 16 febbraio, disputò un match con Gregory Helms terminato con un no contest. Garland fu svincolato dalla WWE il 15 maggio 2007

### Sporadiche apparizioni (2007-2014)
Nella puntata di Raw del 5 gennaio 2014 Scotty 2 Hotty ha fatto squadra con Brian Cristopher e Rikishi, sconfiggendo i 3MB (Drew McIntyre, Heath Slater e Jinder Mahal). Il 27 febbraio, a NXT Arrival, Hotty e Cristopher hanno affrontato gli Ascension (Konnor e Viktor) per gli NXT Tag Team Championship, ma sono stati battuti.

### Circuito indipendente (2007–2016)
Il 17 ottobre 2009 ha vinto il titolo Coastal Championship Wrestling Heavyweight dopo aver sconfitto l'allora campione Fiumi Dok.

### Ritorno in WWE (2016-2022)
Il 7 settembre 2016, tornò in WWE, come allenatore al Performance Center.

### Circuito indipendente (2022-presente)
Nell'aprile 2022, dopo aver lasciato la WWE, tornò a lottare nel circuito indipendente, a sei anni dal ritiro.

## Personaggio

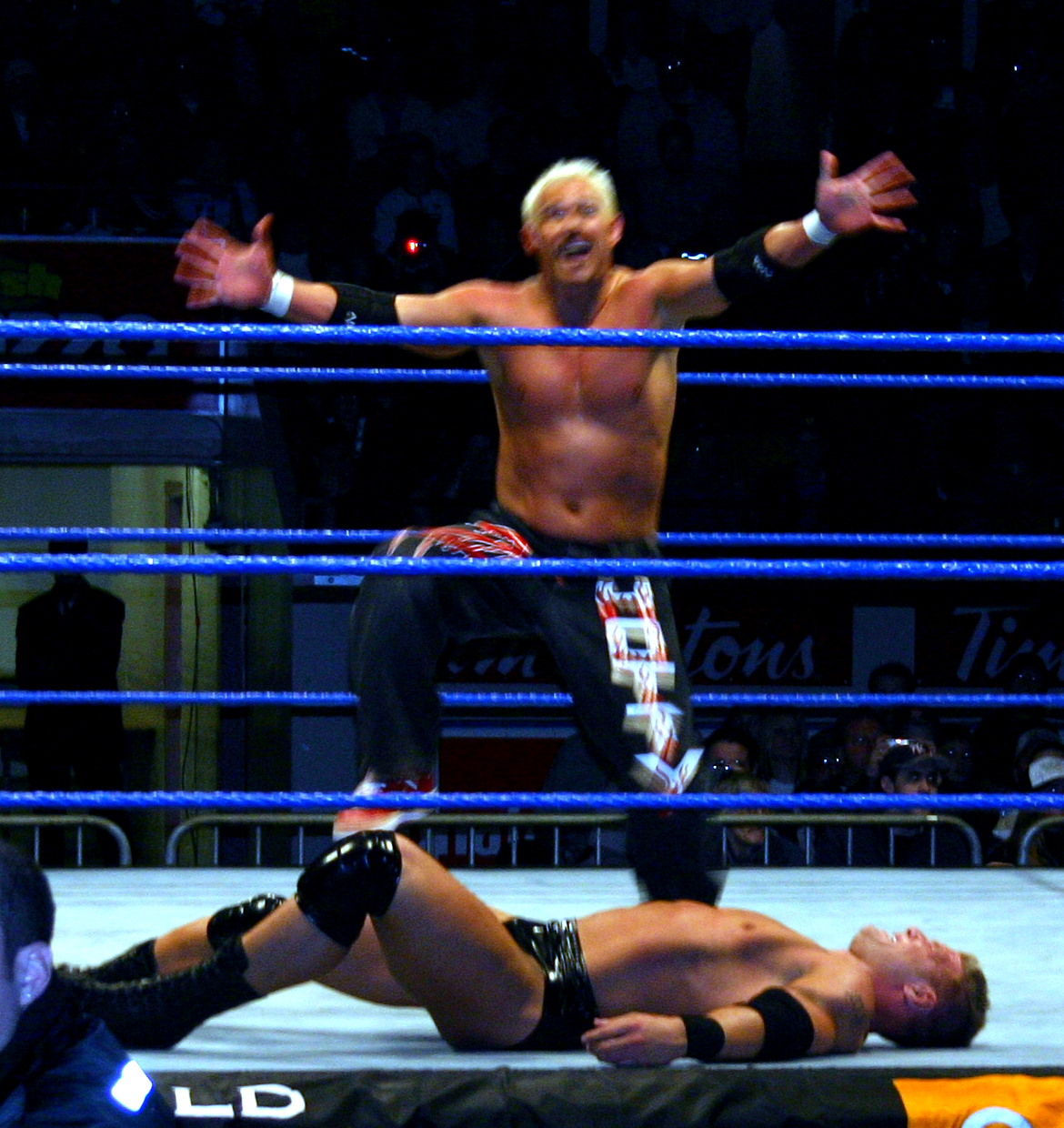
Scotty 2 Hotty mentre si appresta ad eseguire il Worm su Mark Jindrak

### Mosse finali
- Worm (Chop drop alla gola dell'avversario)

### Soprannomi
- "Too Hot"

### Musiche d'ingresso
- Turn It Up di Jim Johnston
- You Look Fly 2 Day di O. D. Hunte
- Bangin' It di Jim Johnston

## Titoli e riconoscimenti
- All Action Wrestling
  - AAW Tag Team Championship (1) – con Dallas Knight
- Coastal Championship Wrestling
  - CCW Heavyweight Championship (1)
- Eastern Pro Wrestling
  - EPW Heavyweight Championship (1)
- New England Wrestling Association
  - NEWA Heavyweight Championship (5)
  - NEWA Tag Team Championship (2) – con Steve Ramsey
- Pro Wrestling Illustrated
  - 33º tra i 500 migliori wrestler nella PWI 500 (2000)
- Pro Wrestling International
  - PWI International Heavyweight Championship (1)
- World Wrestling Federation/Entertainment
  - WWF Light Heavyweight Championship (1)
  - WWF Tag Team Championship (1) – con Rikishi
  - World Tag Team Championship (1) – con Brian Cristopher